# Parafia Przemienienia Pańskiego w Lublinie (rzymskokatolicka)
Parafia Przemienienia Pańskiego w Lublinie (rzymskokatolicka) – parafia rzymskokatolicka w Lublinie, należąca do archidiecezji lubelskiej i dekanatu Lublin – Zachód. Została erygowana 8 grudnia 1990. Obejmuje ulice: Boczna Siewnej, Brzeskiej, Chmielewskiego, Gliniana, Głęboka, Jaworowskiego, Lasockiego, Letnia, Muzyczna, Nadbystrzycka, Nowomiejska, Plażowa, Poprzeczna, Pozytywistów, Pszenna, Rzeckiego, Siewna, Słoneczna, Sowińskiego, Wapienna, Wyczółkowskiego, Zachodnia, Zana, Żniwna. Kościół parafialny wybudowany w 1990. Mieści się przy ulicy Nadbystrzyckiej.